# Eigenleitung
Eigenleitung (auch intrinsische Leitung) bezeichnet in der Festkörperphysik die relativ geringe elektrische Leitfähigkeit undotierter (reiner) Halbleiter. Materialien, bei denen die Eigenleitung der bestimmende Mechanismus für die Leitfähigkeit von elektrischem Strom ist, nennt man Eigenhalbleiter (oder intrinsischer Halbleiter). Im Gegensatz dazu führen die Störstellen in dotierten Halbleitern (Störstellenleitern) zu einer Erhöhung der elektrischen Leitfähigkeit, hier dominiert die Störstellenleitung.
Wesentlich früher als in Halbleitern ist die Eigenleitfähigkeit in Flüssigkeiten untersucht worden, beispielsweise in. Diese müssen, wenn sie elektrisch neutral sind, zu einem gewissen Anteil dissoziiert sein, um elektrisch leiten zu können.

## Beschreibung

Leitungsmechanismen im dotierten und undotiertem Halbleiter in Abhängigkeit von der Temperatur

Die elektrische Leitfähigkeit fester Materialien ist hauptsächlich durch die Verfügbarkeit von Ladungsträgern und freien Energieniveaus in den Energiebändern bestimmt, d. h. leere sowie volle Energiebänder ermöglichen keinen Ladungstransport.
Am absoluten Nullpunkt (bei 0 K) steht nicht ausreichend Energie zur Verfügung, um Elektronen in das Leitungsband oder auf Störstellenniveaus anzuregen, daher unterscheiden sich dotierte und undotierte Halbleiter hier hinsichtlich der Ladungsträgerdichte nicht.
Mit zunehmender Temperatur steigt die zur Verfügung stehende Energie (z. B. der Phononen), so dass sich auch die Wahrscheinlichkeit der thermischen Anregung eines Elektrons vom Valenzband in das Leitungsband erhöht. Die Bandabstandsenergie liegt bei typischen Halbleitern wie Germanium oder Silizium im Bereich von 0,5 bis 3,5 eV und somit meist deutlich höher als der Abstand von Valenz- oder Leitungsband zu den Störstellenniveaus (0,01 bis 0,5 eV) in dotierten Halbleitern. Somit steigt die elektrische Leitfähigkeit durch Eigenleitung erst bei deutlich höheren Temperaturen als bei Störstellenleitung.

## Eigenleitfähigkeit
Für die elektrische Leitfähigkeit eines Halbleiters lässt sich kaum eine charakterisierende Materialkonstante angeben, da die Leitfähigkeit um mehrere Größenordnungen durch Verunreinigung oder Dotierung des Halbleiters veränderbar ist. Bei Silizium sind Werte im Bereich 100…106 S/m möglich. Für Germanium mit einem Reinheitsgrad > 99,999 % wird der spezifische Widerstand bei 20 °C mit 53000 μΩ·cm angegeben; das entspricht einem Leitwert von 1.9e3 S/m. Dieser Wert liegt um drei Größenordnungen über dem Wert der nachfolgend berechneten intrinsischen oder Eigenleitfähigkeit. Entsprechendes wird für Silizium berichtet. Eine repräsentative Konstante des Halbleiters lässt sich nur für einen Zustand angeben, der vom Reinheitsgrad unabhängig ist, das ist der Zustand der Eigenleitung.
| Material  | {\displaystyle n_{\mathrm {i} }} in {\displaystyle {\tfrac {1}{{\text{cm}}^{3}}}} | {\displaystyle b_{\mathrm {n} }} in {\displaystyle \mathrm {\tfrac {cm^{2}}{Vs}} } | {\displaystyle b_{\mathrm {p} }} in {\displaystyle \mathrm {\tfrac {cm^{2}}{Vs}} } | {\displaystyle \sigma _{\mathrm {i} }} in {\displaystyle \mathrm {\tfrac {S}{m}} } | Quelle |
| --------- | --------------------------------------------------------------------------------- | ---------------------------------------------------------------------------------- | ---------------------------------------------------------------------------------- | ---------------------------------------------------------------------------------- | ------ |
| Germanium | 2.4e13                                                                            | 3600                                                                               | 1700                                                                               | 2,0                                                                                | [ 6 ]  |
| Germanium | 2.4e13                                                                            | 3900                                                                               | 1900                                                                               | 2,2                                                                                | [ 7 ]  |
| Germanium | 2.3e13                                                                            | 3900                                                                               | 1900                                                                               | 2,1                                                                                | [ 8 ]  |
| Silizium  | 6.8e10                                                                            | 1400                                                                               | 400                                                                                | 2.0e-3                                                                             | [ 6 ]  |
| Silizium  | 1.5e10                                                                            | 1350                                                                               | 850                                                                                | 0.5e-3                                                                             | [ 7 ]  |
| Silizium  | 1.5e10                                                                            | 1350                                                                               | 480                                                                                | 0.4e-3                                                                             | [ 8 ]  |

Zur Leitfähigkeit {\displaystyle \sigma } tragen nicht nur die freien Elektronen bei, sondern auch die zurückbleibenden Defektelektronen (Löcher), jeweils mit ihren negativen oder positiven Ladungen, ihren Beweglichkeiten {\displaystyle b_{\mathrm {n} }}, {\displaystyle b_{\mathrm {p} }} und ihren Teilchendichten {\displaystyle n_{\mathrm {n} }}, {\displaystyle n_{\mathrm {p} }}.
Mit der Elementarladung {\displaystyle e} ergibt sich
{\displaystyle \sigma =e\,(n_{\mathrm {n} }\,b_{\mathrm {n} }+n_{\mathrm {p} }\,b_{\mathrm {p} })}.
Bei der Eigenleitung sind die Teilchendichten gleich groß und gleich der Eigenleitungsdichte {\displaystyle n_{\mathrm {i} }=n_{\mathrm {p} }=n_{\mathrm {n} }}. Damit ergibt sich die Eigenleitfähigkeit zu
{\displaystyle \sigma _{\mathrm {i} }=e\,n_{\mathrm {i} }\,(b_{\mathrm {n} }+b_{\mathrm {p} })}.
Die erforderlichen Daten und die Ergebnisse stehen in der beigefügten Tabelle. Die unterschiedlichen Angaben in verschiedenen Quellen zeigen die Schwierigkeit auf, um selbst für die Eigenleitung zu verlässlichen Daten zu kommen.
Die Eigenleitungsdichte sollte im Verhältnis zur Atomdichte {\displaystyle n_{\mathrm {A} }=4\ldots 5\cdot 10^{22}\,\mathrm {cm} ^{-3}} gesehenen werden. Mit den Tabellenwerten für 300 K ist
{\displaystyle n_{\mathrm {i} }/n_{\mathrm {A} }<10^{-9}} für Germanium und {\displaystyle <10^{-12}} für Silizium.
Das bedeutet, dass für den eigenleitenden Zustand auf 109 Germaniumatome höchstens ein Fremdatom kommen darf.
Die niedrigste Verunreinigungskonzentration, die sich bei Halbleitereinkristallen heute erreichen lässt, liegt bei 1012 cm−3. Damit ist bei Zimmertemperatur eigenleitendes Germanium möglich. Bei Silizium und bei technisch verwendetem Germanium mit einer Störstellenkonzentration 1015…1018 cm−3  ist bei Zimmertemperatur Eigenleitung nicht möglich.

## Eigenleitfähigkeit in Flüssigkeiten
Im Gegensatz zu den Halbleitern gibt es hier die elektrolytische Leitfähigkeit, die mit dem Transport von Materie in Form von positiven und negativen Ionen verbunden ist. Beispielsweise im Leitungswasser sind diese durch gelöste Salze reichlich vorhanden, und ihre Konzentrationen (und Beweglichkeiten) bestimmen die Leitfähigkeit. Bei Reinstwasser geht damit die Leitfähigkeit wegen fehlender Salze nicht gegen null, sondern es gibt eine Eigenleitfähigkeit, die gegenüber der Leitfähigkeit durch Fremdionen überwiegen kann, denn Wasser selbst dissoziiert zu einem geringen Anteil in protonierte Wassermoleküle (H3O+) und Hydroxidionen (HO−). Die Eigenleitfähigkeit von Wasser liegt bei 4,2 μS/m bei 20 °C und 5,5 μS/m bei 25 °C. Diese wird aber nicht mehr (wie früher mit hohem Reinigungsaufwand) gemessen, sondern berechnet. Bei Verunreinigungen des Wassers im Spurenbereich lassen sich in ihre Beiträge zur Leitfähigkeit von der Eigenleitfähigkeit des Wassers nicht unterscheiden.
Bei organischen Substanzen ist die Leitfähigkeit im Allgemeinen sehr gering. Anders als bei Wasser ist ein natürliches Minimum der Leitfähigkeit nicht bekannt, so dass sie vom Reinheitsgrad abhängig bleibt, und diese Leitfähigkeit wird dann als Eigenleitfähigkeit bezeichnet. Die organische Substanz muss nur über ein Ionisierungsvermögen für einen Elektrolyten verfügen, wenn sich die Leitfähigkeit des Fremdstoffes von der Eigenleitfähigkeit abheben soll.